# Massey Ferguson 188
 (novembre 2024).
Si vous disposez d'ouvrages ou d'articles de référence ou si vous connaissez des sites web de qualité traitant du thème abordé ici, merci de compléter l'article en donnant les références utiles à sa vérifiabilité et en les liant à la section « Notes et références ».

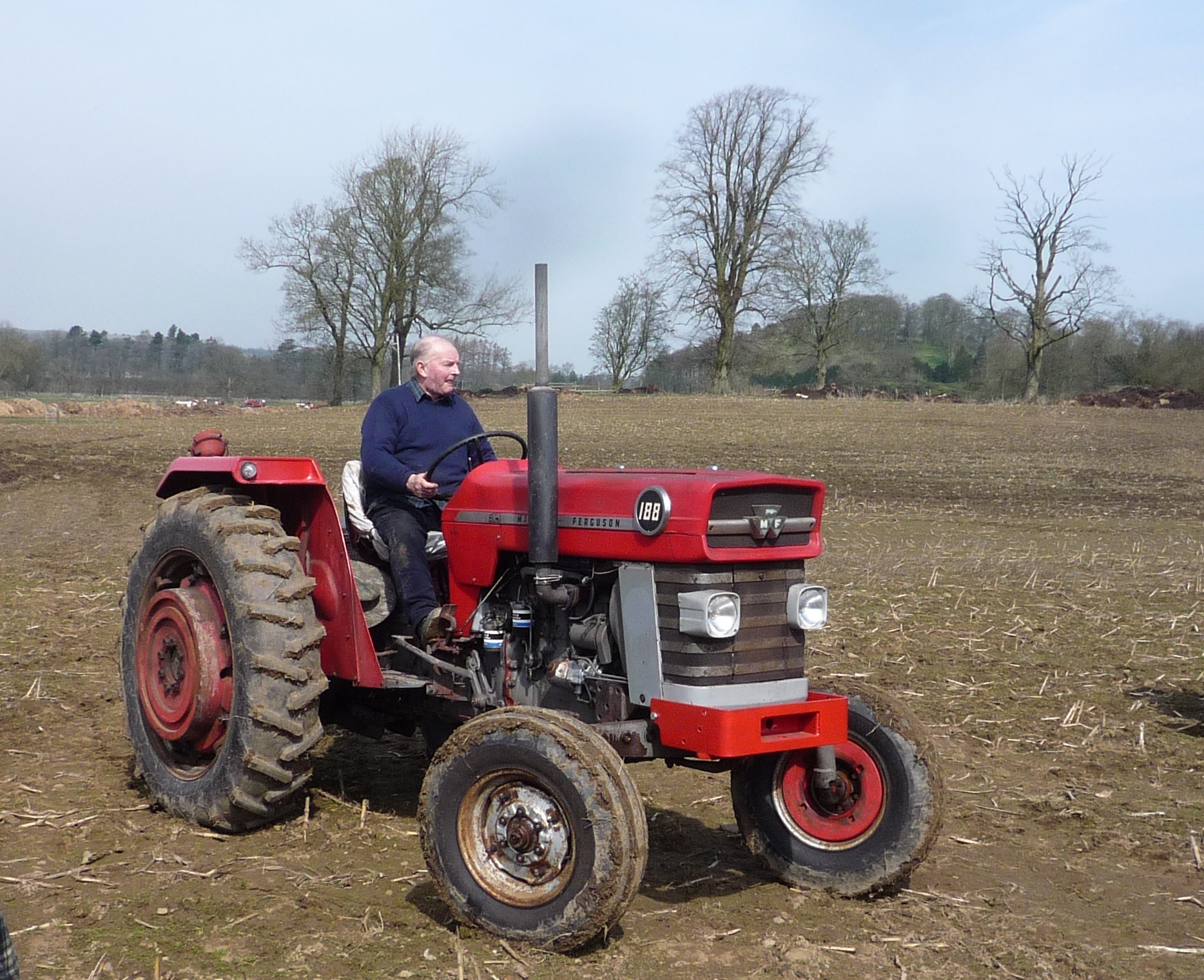
Tracteur MF188.

Le Massey Ferguson 188 (MF188) est un tracteur agricole produit de 1972 à 1976 par Massey Ferguson.